# Silnik gwiazdowy

Przekrój przez silnik gwiazdowy

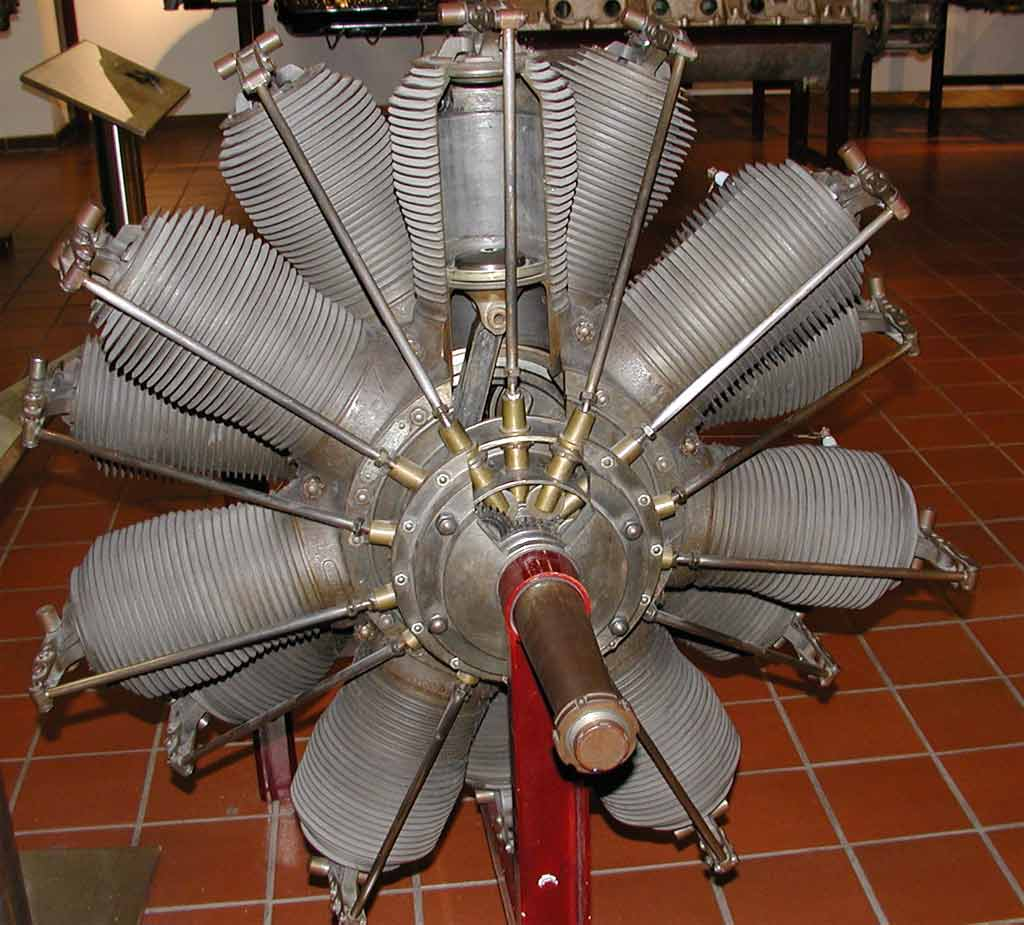
Silnik rotacyjny w układzie podwójnej gwiazdy z 1914 w Deutsches Museum w Monachium

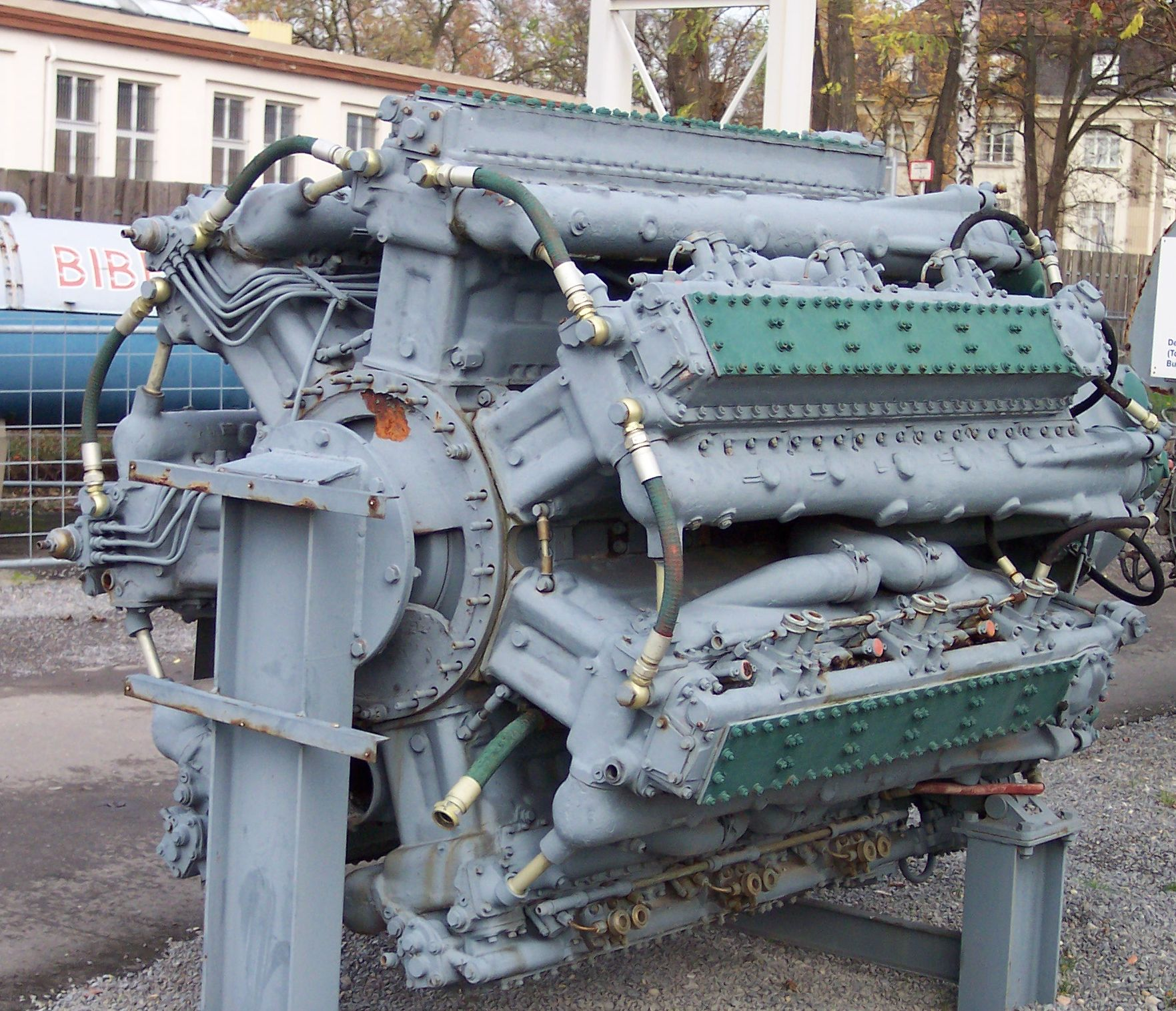
Silnik w układzie (siedmiokrotnej) gwiazdy Zvezda M503 kutrów rakietowych Osa

Silnik gwiazdowy – wielocylindrowy silnik spalinowy, w którym cylindry umieszczone są promieniowo na obwodzie koła, z centralnym wałem korbowym. Silnik gwiazdowy może zawierać od trzech do kilkunastu cylindrów. Silnik taki może mieć obieg zarówno dwusuwowy, jak i czterosuwowy. W przypadku tego drugiego (ponad 90% konstrukcji) liczba cylindrów w danej gwieździe jest zawsze nieparzysta. Wynika to z faktu zamknięcia obiegu w czterech suwach, czyli 2 obrotach wału korbowego. Przykładowo w silniku 5-cylindrowym podczas pierwszego obrotu wału korbowego zapłon następuje w cylindrach 1, 3, 5, a podczas drugiego obrotu – w cylindrach 2, 4 i znów kolejność zaczyna się od cylindra 1. W wyniku tego rozwiązania zapłon następuje w co drugim cylindrze i wszystkie cylindry mają jeden suw pracy po wykonaniu 2 obrotów wału korbowego – dzięki temu uzyskuje się dobre wyrównoważenie pracy silnika. Spotykane historyczne rozwiązania (np. silnik Anzani z lat 20. XX wieku) z 6 cylindrami to przykład jakby połączenia ze sobą dwóch silników 3-cylindrowych. Silniki gwiazdowe mają też niewielkie różnice w skoku tłoka poszczególnych cylindrów – jednak są to różnice nieistotne konstrukcyjnie i użytkowo. Kilkunastocylindrowe silniki gwiazdowe budowane są w układzie podwójnej, a czasem i poczwórnej gwiazdy (np. silniki do Boeing B-50 Superfortress).
Stosowany był także eksperymentalnie w motocyklach np. Megola.
Silniki gwiazdowe najczęściej chłodzone są powietrzem. Silniki tego typu stosowane są przede wszystkim do napędzania samolotów śmigłowych ze względu na lekkość (dzięki chłodzeniu powietrzem), dużą odporność na uszkodzenia oraz dobre warunki chłodzenia, rzadziej do innych zastosowań. Silniki te zyskały szczególne uznanie w USA, gdzie wyprodukowano największą liczbę tych silników, do tego silników o wysokich parametrach. Na tych silnikach bazowała większość samolotów – szczególnie użytych podczas II wojny światowej. Wyjątkami były konstrukcje Curtiss P-40 Warhawk i Lockheed P-38 Lightning, gdzie zastosowano silniki widlaste Allison produkcji USA. North American P-51 Mustang nie był wyjątkiem, gdyż bazował na brytyjskim silniku Rolls-Royce Merlin. Z uwagi zaś na większą niezawodność silników gwiazdowych w stosunku do silników rzędowych i widlastych, amerykańska marynarka wojenna postanowiła, iż wszystkie opracowywane dla niej samoloty, muszą być napędzane silnikiem gwiazdowym.

## Zalety (zastosowanie lotnicze)
- Zwarta konstrukcja
- Krótki wał korbowy łożyskowany na łożyskach tocznych
- Skuteczność chłodzenia powietrzem
- Mała masa jednostkowa
- Odporność na uszkodzenia bojowe
- Łatwość uzyskiwania dużych mocy
- Niezawodność
- Większy od silników rzędowych stosunek mocy do masy
- Łatwość obsługi technicznej.

## Wady (zastosowanie lotnicze)
- Duża średnica utrudniająca zabudowę w lekkim płatowcu
- Zwiększony opór powietrza.